# 吉田修司
吉田 修司（よしだ しゅうじ、1966年11月29日 - ）は、愛知県江南市出身の元プロ野球選手（投手）、野球コーチ。
ソウルオリンピック野球の銀メダリスト。

## 経歴

### プロ入り前
滝高等学校では1984年愛知大会準々決勝に進出するが、春日丘高に敗退。その後渡道して北海道拓殖銀行に入行。1987年から2年連続都市対抗に出場。1988年のソウルオリンピック日本代表に選出され、銀メダル獲得に貢献。
1988年度ドラフト会議で読売ジャイアンツから1位指名で交渉権を獲得して契約金6500万円、年俸650万円（金額は推定）で入団。入団の記者会見の場で吉田自ら「僕は巨人に指名されましたが、本当は出身地の愛知県の中日ファンでした」という発言をし、報道陣を沸かせた。

### 巨人時代
1年目の1989年は後半戦に一軍に昇格。藤田元司監督から「先発、リリーフで幅広く使えるタイプ」と評価される。
8月2日のヤクルトスワローズ戦で、1-4とビハインドの7回表から2番手で登板。その裏に津末英明の3ランホームランなどでチームが逆転して、プロ初勝利を記録する。
同年の日本シリーズでも第2戦にリリーフで1試合だけ登板した。
1990年は21試合に登板。
6月3日の広島東洋カープ戦では、8回2死まで無失点に抑えて先発初勝利を挙げるなど、チームの連覇に貢献した。
1991年は6試合の先発するも結果を残せず全体でも11試合しか登板できなかった。同年10月12日、父親が55歳で死去している。
1992年はわずか1試合しか登板できなかった。
1993年はプロ入り初の一軍登板なし。
1994年5月13日の対横浜ベイスターズ戦で1イニング10失点（途中で9打者連続安打を含む）の集中打を浴びても最後まで続投させられた。この試合に関して、コーチから｢もうピッチャーを使いたくないから何点取られても構わないから最後まで投げてくれ｣と言われたと後年の雑誌のインタビューで話している。この試合の約一ヶ月後に岸川勝也との交換トレードで福岡ダイエーホークスへ移籍。

### ダイエー時代
1994年移籍後に9試合登板した。
1995年は新監督に王貞治が就任。しかし、登板機会を増やすことができず、12試合にしか登板できなかった。また先発での登板は2試合のみで、この年以降は先発で登板することはなかった。
1996年は1試合の登板に終わった。
1997年に中継ぎ投手として初めて一軍に定着。49試合に登板し、防御率3.40と実績を残し、9月27日の近鉄戦には代走としても出場するなど活躍した。以後貴重な左のリリーフとして長きに渡って活躍し、6年連続で50試合以上に登板。
1998年は63試合に登板。ストッパーの岡本克道が離脱後は抑えも任され10セーブを挙げた。防御率も2.10と安定感抜群で自身初タイトルとなる最多ホールドを獲得した。また、この年チームは球団名がダイエーに変わってから初のAクラスとなった。
1999年は58試合に登板し、未勝利に終わったものの前年同様安定感ある投球でチームのリーグ優勝と日本一に貢献した。尚、日本シリーズ第5戦目に勝利投手となり初勝利が日本シリーズという珍しい記録となった。
2000年は初めてオールスターゲームに選出された。6月2日の千葉ロッテマリーンズ戦では、9回1死満塁のピンチで福浦和也を遊ゴロ併殺に仕留めて史上11人目の1球勝利を記録し、「今日は楽をさせてもらったよ」と苦笑した。同年はオールスターにも初めて選ばれた。同年は1959年の杉浦忠に並ぶ球団記録（当時）で、自己最多の69試合に登板し、チーム最多タイの9勝を挙げるなど、2年連続でリーグ優勝に貢献した。オフには城島健司と最優秀バッテリー賞を受賞した。
2001年は68試合に登板するも6敗を喫したが、3年ぶりに最優秀中継ぎ投手のタイトルを獲得した。この年から被本塁打が増えだし、特に9月9日の近鉄との天王山となる三連戦の三戦目では同点の7回に登板し、それまで5年間通算43打数7安打被本塁打0と相性の良かったタフィー・ローズに勝ち越しの本塁打を浴びチームは敗戦。三連覇を逃す遠因となった。
2002年は2年ぶりにオールスターゲームに選出された。シーズンでは62試合に登板し、防御率3.13と一定の成績を残したものの9被本塁打は前年より悪化した。
2003年4月2日、史上初となる通算100ホールドを達成(旧規定ホールドのため現在のホールド記録とは別)。しかし、シーズン全体では53試合に登板し増加していた被本塁打は1本と改善したたものの防御率5.03と安定感を欠いた。日本シリーズでは第1戦で1点リードの7回途中から登板するも桧山進次郎に同点適時打を打たれ、先発の斉藤和巳の勝ちを消してしまった。結局この1試合の登板で終わったが、破壊力抜群の打線などチームは好調で3年ぶりのリーグ優勝、日本一に貢献した。
2004年はシーズン開幕前に故障し、一軍での登板機会はなかった。
2005年も一軍登板できず、オフに戦力外となるはずであったが監督の王の一声で一転して残留。
2006年は3年ぶりの1軍登板を果たしたものの、一・二軍共に防御率が二桁と精彩を欠き、同年10月15日に戦力外通告を受ける。その後、オリックス・バファローズにテスト入団。オリックスでの背番号が13に決定。入団会見にて、背番号が13に決定したことについて「番号は気にしてはいないが、こんないい背番号でいいのかな」とコメントした。

### オリックス時代
2007年は開幕一軍を勝ち取ると、豊富な経験と制球力を生かし主にワンポイントとして活躍。3月28日、対日本ハム戦で史上78人目となる通算500試合登板を達成。5月17日のソフトバンク戦では、2番手で登板して4年ぶりとなる勝利。7月7日、対楽天戦において、2003年6月21日の対ロッテ戦（千葉マリン）以来、4年ぶりのセーブを挙げた。40歳7ヶ月でのセーブは、当時のパ・リーグ最年長セーブ記録となった。同年は36試合登板で防御率2.61と結果は残したが、10月4日に若返りを図るチーム方針のため戦力外通告を受ける。11月17日の12球団合同トライアウトに参加したが獲得する球団はなく、11月30日付で自由契約公示され、現役を引退。

### 現役引退後
その後はTVQ九州放送・日テレプラスの野球解説者を務め、さらに萩本欽一率いる社会人野球チーム茨城ゴールデンゴールズにも所属した。
2013年からは福岡ソフトバンクホークス二軍投手コーチを務める。2014年10月5日に今季限りで退団することが発表された。同年11月1日に東北楽天ゴールデンイーグルスの一軍投手コーチ（ブルペン）に就任することが発表された。2015年10月7日退団。
2016年の学生野球資格回復研修を受講した上で、翌2017年2月7日に日本学生野球協会より学生野球資格回復の適性認定を受けたことにより、学生野球選手への指導が可能となった。2018年11月、愛知県・豊川高等学校硬式野球部コーチに就任した。

## 人物
珠算1級、簿記1級、英検2級といった資格を持っている。かつてのチームメイトである的場直樹が12球団合同トライアウトを受けた際には1週間以上にわたって練習に付き合い、その理由をテレビ局のインタビューに対して「自分も（戦力外通告を）2回経験していて、練習相手がいない事が一番辛かったから。」と語った。

## 詳細情報

### 年度別投手成績
| 年 度      | 球 団                 | 登 板 | 先 発 | 完 投 | 完 封 | 無 四 球 | 勝 利 | 敗 戦 | セ 丨 ブ | ホ 丨 ル ド | 勝 率 | 打 者 | 投 球 回 | 被 安 打 | 被 本 塁 打 | 与 四 球 | 敬 遠 | 与 死 球 | 奪 三 振 | 暴 投 | ボ 丨 ク | 失 点 | 自 責 点 | 防 御 率 | W H I P |
| ---------- | --------------------- | ----- | ----- | ----- | ----- | -------- | ----- | ----- | -------- | ----------- | ----- | ----- | -------- | -------- | ----------- | -------- | ----- | -------- | -------- | ----- | -------- | ----- | -------- | -------- | ------- |
| 1989       | 巨人                  | 10    | 1     | 0     | 0     | 0        | 1     | 0     | 0        | --          | 1.000 | 65    | 16.0     | 12       | 1           | 8        | 1     | 0        | 11       | 0     | 0        | 2     | 2        | 1.13     | 1.25    |
| 1990       | 巨人                  | 21    | 4     | 1     | 0     | 0        | 3     | 3     | 1        | --          | .500  | 203   | 46.1     | 39       | 3           | 30       | 1     | 4        | 37       | 4     | 0        | 19    | 19       | 3.69     | 1.49    |
| 1991       | 巨人                  | 11    | 6     | 1     | 0     | 0        | 2     | 3     | 0        | --          | .400  | 186   | 44.1     | 38       | 6           | 22       | 0     | 0        | 41       | 0     | 1        | 25    | 24       | 4.87     | 1.35    |
| 1992       | 巨人                  | 1     | 0     | 0     | 0     | 0        | 0     | 0     | 0        | --          | ----  | 18    | 3.1      | 5        | 1           | 2        | 0     | 1        | 1        | 0     | 0        | 3     | 3        | 8.10     | 2.10    |
| 1994       | 巨人                  | 2     | 0     | 0     | 0     | 0        | 0     | 0     | 0        | --          | ----  | 27    | 4.0      | 13       | 1           | 2        | 0     | 0        | 2        | 0     | 0        | 11    | 11       | 24.75    | 3.75    |
| 1994       | ダイエー ソフトバンク | 9     | 0     | 0     | 0     | 0        | 0     | 0     | 0        | --          | ----  | 52    | 11.2     | 14       | 0           | 5        | 0     | 0        | 6        | 3     | 0        | 5     | 5        | 3.86     | 1.63    |
| '94計      | ダイエー ソフトバンク | 11    | 0     | 0     | 0     | 0        | 0     | 0     | 0        | --          | ----  | 79    | 15.2     | 27       | 1           | 7        | 0     | 0        | 8        | 3     | 0        | 16    | 16       | 9.19     | 2.17    |
| 1995       | ダイエー ソフトバンク | 12    | 2     | 0     | 0     | 0        | 1     | 2     | 0        | --          | .333  | 77    | 17.1     | 16       | 1           | 11       | 0     | 0        | 13       | 1     | 0        | 7     | 7        | 3.63     | 1.56    |
| 1996       | ダイエー ソフトバンク | 1     | 0     | 0     | 0     | 0        | 0     | 0     | 0        | --          | ----  | 10    | 1.2      | 5        | 1           | 1        | 0     | 0        | 1        | 1     | 0        | 4     | 4        | 21.60    | 3.60    |
| 1997       | ダイエー ソフトバンク | 49    | 0     | 0     | 0     | 0        | 4     | 3     | 3        | --          | .571  | 171   | 39.2     | 33       | 1           | 20       | 1     | 1        | 34       | 3     | 0        | 17    | 15       | 3.40     | 1.34    |
| 1998       | ダイエー ソフトバンク | 63    | 0     | 0     | 0     | 0        | 3     | 4     | 10       | --          | .429  | 225   | 55.2     | 45       | 4           | 19       | 2     | 1        | 50       | 2     | 0        | 14    | 13       | 2.10     | 1.15    |
| 1999       | ダイエー ソフトバンク | 58    | 0     | 0     | 0     | 0        | 0     | 1     | 1        | --          | .000  | 230   | 53.1     | 53       | 0           | 22       | 4     | 1        | 51       | 3     | 2        | 17    | 17       | 2.87     | 1.41    |
| 2000       | ダイエー ソフトバンク | 69    | 0     | 0     | 0     | 0        | 9     | 3     | 1        | --          | .750  | 391   | 95.2     | 85       | 4           | 32       | 6     | 0        | 72       | 1     | 1        | 34    | 32       | 3.01     | 1.22    |
| 2001       | ダイエー ソフトバンク | 68    | 0     | 0     | 0     | 0        | 3     | 6     | 0        | --          | .333  | 323   | 71.2     | 80       | 7           | 36       | 4     | 1        | 70       | 1     | 0        | 38    | 26       | 3.27     | 1.62    |
| 2002       | ダイエー ソフトバンク | 62    | 0     | 0     | 0     | 0        | 7     | 5     | 3        | --          | .583  | 322   | 77.2     | 73       | 9           | 28       | 4     | 2        | 68       | 1     | 0        | 29    | 27       | 3.13     | 1.30    |
| 2003       | ダイエー ソフトバンク | 53    | 0     | 0     | 0     | 0        | 2     | 1     | 3        | --          | .667  | 212   | 48.1     | 53       | 1           | 18       | 1     | 3        | 41       | 1     | 1        | 28    | 27       | 5.03     | 1.47    |
| 2006       | ダイエー ソフトバンク | 8     | 0     | 0     | 0     | 0        | 0     | 1     | 0        | 2           | .000  | 16    | 3.0      | 5        | 0           | 1        | 0     | 1        | 1        | 1     | 0        | 4     | 4        | 12.00    | 2.00    |
| 2007       | オリックス            | 36    | 0     | 0     | 0     | 0        | 2     | 0     | 1        | 8           | 1.000 | 91    | 20.2     | 24       | 0           | 4        | 0     | 1        | 12       | 1     | 0        | 7     | 6        | 2.61     | 1.35    |
| 通算：16年 | 通算：16年            | 533   | 13    | 2     | 0     | 0        | 37    | 32    | 23       | 10          | .536  | 2619  | 610.1    | 593      | 40          | 261      | 24    | 16       | 511      | 23    | 5        | 264   | 242      | 3.57     | 1.40    |

- ダイエー（福岡ダイエーホークス）は、2005年にソフトバンク（福岡ソフトバンクホークス）に球団名を変更

### タイトル
- 最多ホールド投手：2回 （1998年、2001年）

### 表彰
- 最優秀バッテリー賞：1回 （2000年 捕手：城島健司）

### 記録
- 初登板：1989年7月21日、対阪神タイガース17回戦（阪神甲子園球場）、8回裏に救援登板・完了、1回無失点
- 初奪三振：同上、8回裏に岡田彰布から
- 初勝利：1989年8月2日、対ヤクルトスワローズ16回戦（東京ドーム）、7回表に救援登板、2回無失点
- 初先発：1989年8月23日、対ヤクルトスワローズ19回戦（明治神宮野球場）、4回1失点
- 初セーブ：1990年4月10日、対阪神タイガース1回戦（阪神甲子園球場）
- 初先発勝利：1990年6月3日、対広島東洋カープ11回戦（東京ドーム）、7回2/3を無失点
- 初完投：1990年7月1日、対広島東洋カープ13回戦（広島市民球場）、8回1失点で敗戦投手
- 初完投勝利：1991年6月23日、対横浜大洋ホエールズ15回戦（東京ドーム）、9回3失点
- 500試合登板：2007年3月28日、対北海道日本ハムファイターズ2回戦（京セラドーム大阪）、9回表に救援登板・完了、2/3回無失点　※史上78人目
- オールスターゲーム出場：2回 （2000年、2002年）

### 背番号
- 19 （1989年 - 1992年）
- 54 （1993年 - 1994年途中）
- 49 （1994年途中 - 2006年）
- 13 （2007年）
- 70 （2013年 - 2014年）
- 85 （2015年）